# Delphi Prism
Delphi Prism — язык программирования, который происходит от языков Oxygene и Delphi.NET. Это позволяет создавать программы для платформ .NET, Mac и Linux (поддержка Mono). Почти весь синтаксис Delphi Prism происходит из языка Oxygene. Delphi.NET имеет мощные реализованные технологии, такие как DBX4 и DataSnap и несколько других, которые язык Oxygene не имеет.

## Подробнее о языке Delphi Prism
- Delphi Prism ориентирована на приложения баз данных и предоставляет разработчикам архитектуру доступа к базам данных через DbExpress. Эта архитектура интегрирована в ADO.NET и позволяет клиентам получить доступ ко многим базам данных. Разработчики ASP.NET могут использовать встроенные механизмы защиты (членство), роль (роли), профиль и другие свойства, предоставляемые интерфейсом ASP.NET для различных клиентских решений базы данных.
- Delphi Prism поддерживает Windows Forms, Windows Presentation Foundation (WPF), ASP.NET, LINQ и Silverlight.
- Delphi Prism поддерживает генерические типы и последовательности.
- Delphi Prism поддерживает параллельные вычислительные функции:

1. Параллельные петли.
2. Асинхронные блоки.
3. Механизмы программирования синхронного контроля доступа (размещение, защищённые секции).

Компилятор Delphi Prism генерирует исходный код, совместимый с компилятором CLI, поэтому разработчики имеют полный доступ ко всем языковым и исполнительным функциям .NET 3.5.

## Среда программирования
Delphi Prism предназначена для среды разработки Microsoft Visual Studio 2008. Delphi Prism имеет две версии пакета без окружения, предназначенного как дополнение к существующей установки Visual Studio, и отдельной, которая содержит эту среду, однако лишена компиляторов Microsoft (C++, C#, Visual Basic).

## Дополнительные источники
- Oxygene Wiki
- Домашняя страница Oxygene
- Oxygene / Форум, посвященный Chrome, на сайте C-Sharp-Forum.de (недоступная ссылка) (на немецком языке)
- Компилятор Object Pascal компании RemObjects Software (Обзорная статья на сайте «Компьютер-пресс»)
- OXYGENE 3.0 глоток кислорода для Object Pascal
- Visual Studio>Tools>RemObjects Oxygene